# 179593 Penglangxiaoxue
179593 Penglangxiaoxue è un asteroide della fascia principale. Scoperto nel 2002, presenta un'orbita caratterizzata da un semiasse maggiore pari a 2,2338911 UA e da un'eccentricità di 0,1215135, inclinata di 9,43486° rispetto all'eclittica.